# Заргенрот
Заргенрот (нем. Sargenroth) — община в Германии, в земле Рейнланд-Пфальц. 
Входит в состав района Рейн-Хунсрюк. Подчиняется управлению Зиммерн.  Население составляет 473 человека (на 31 декабря 2010 года). Занимает площадь 12,71 км².

## Фотографии

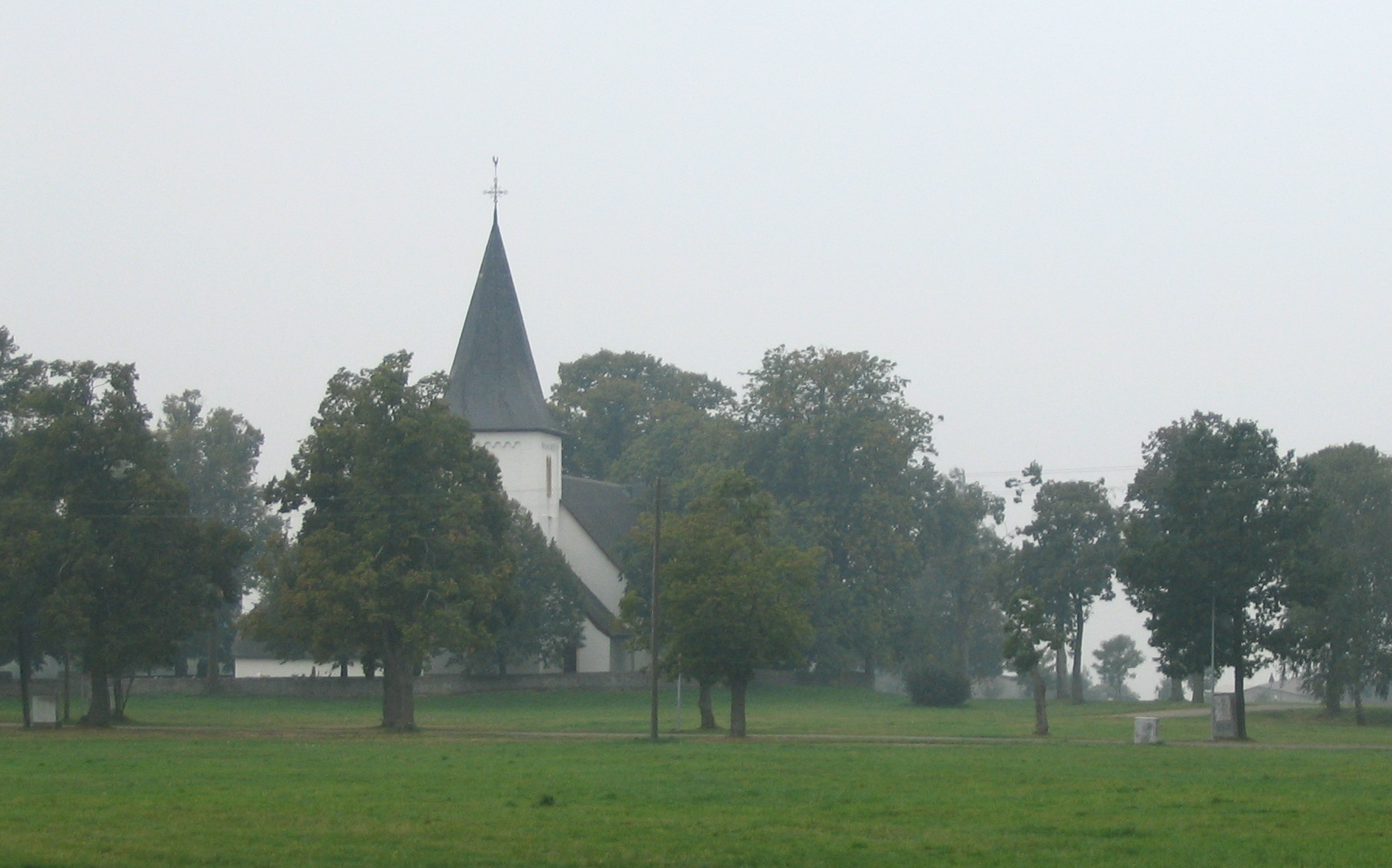
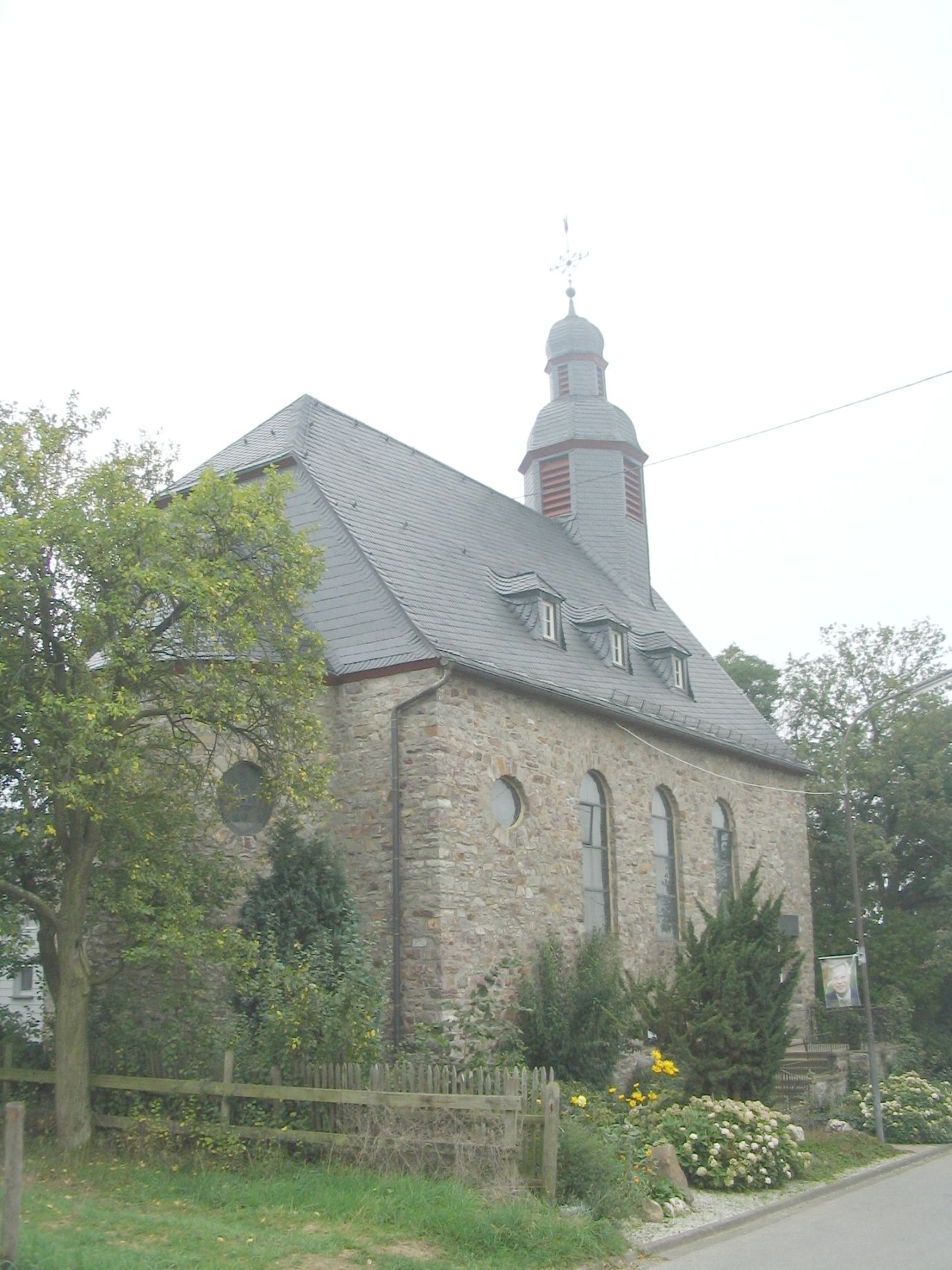
Капелла
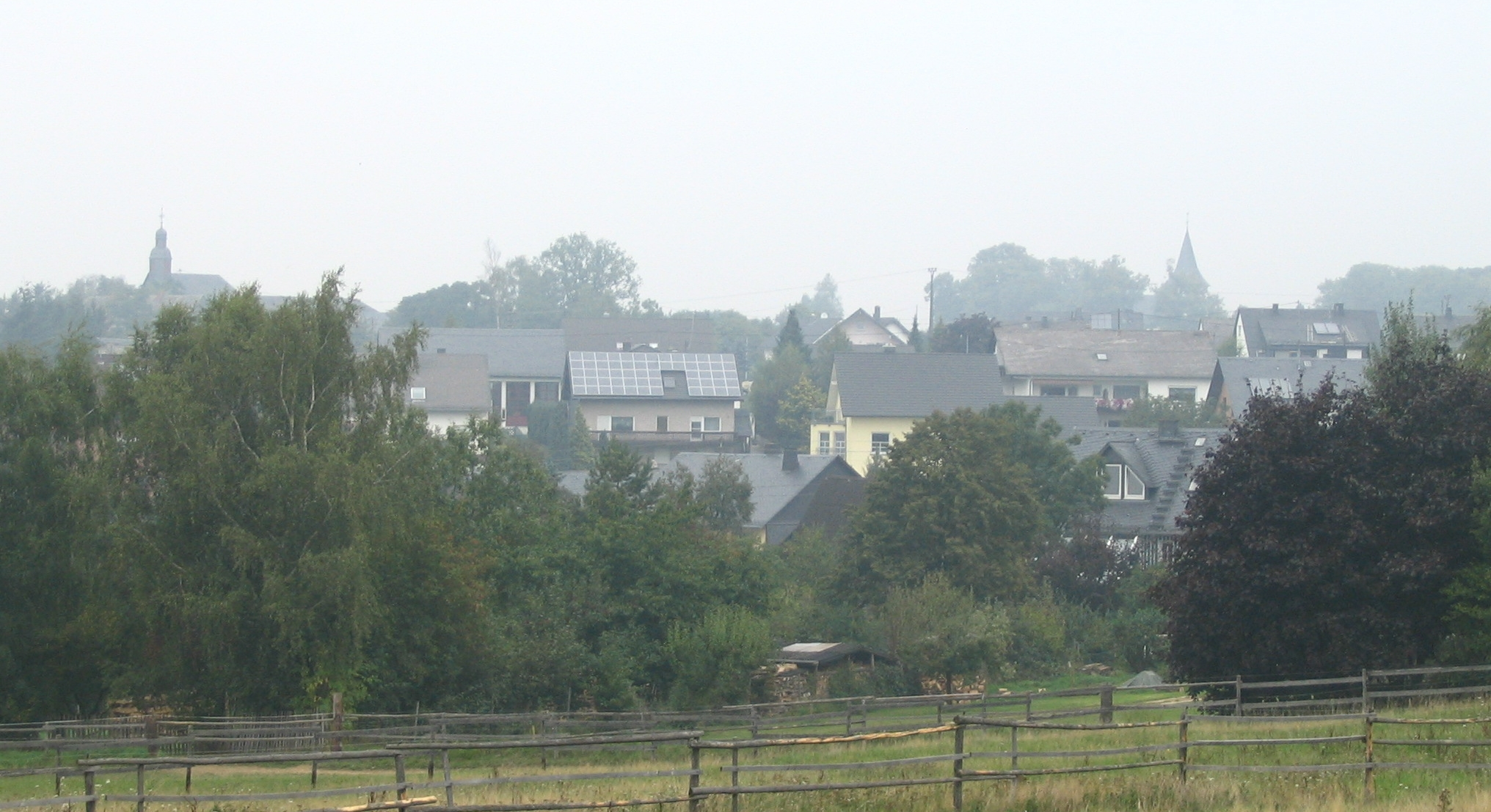
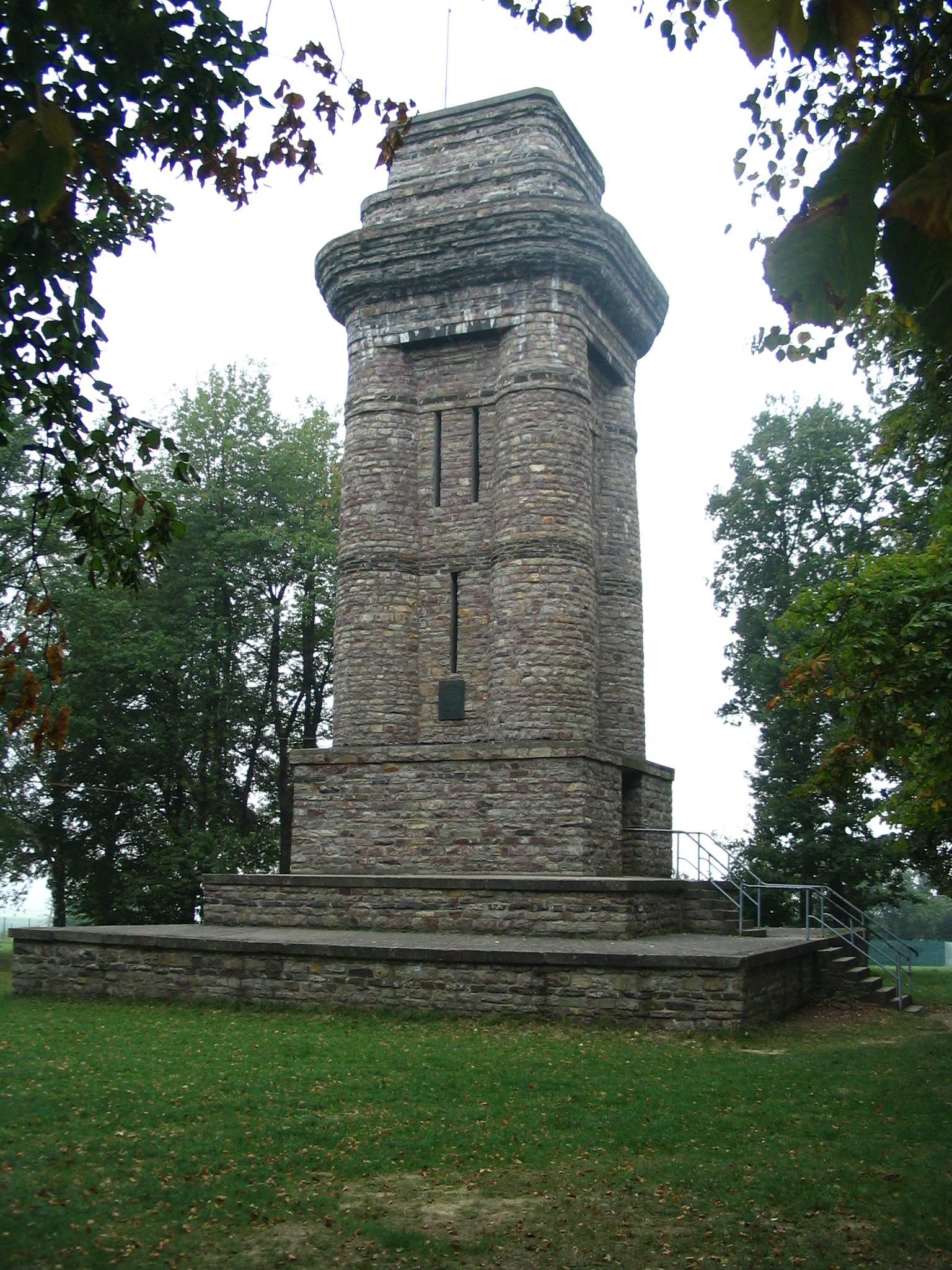
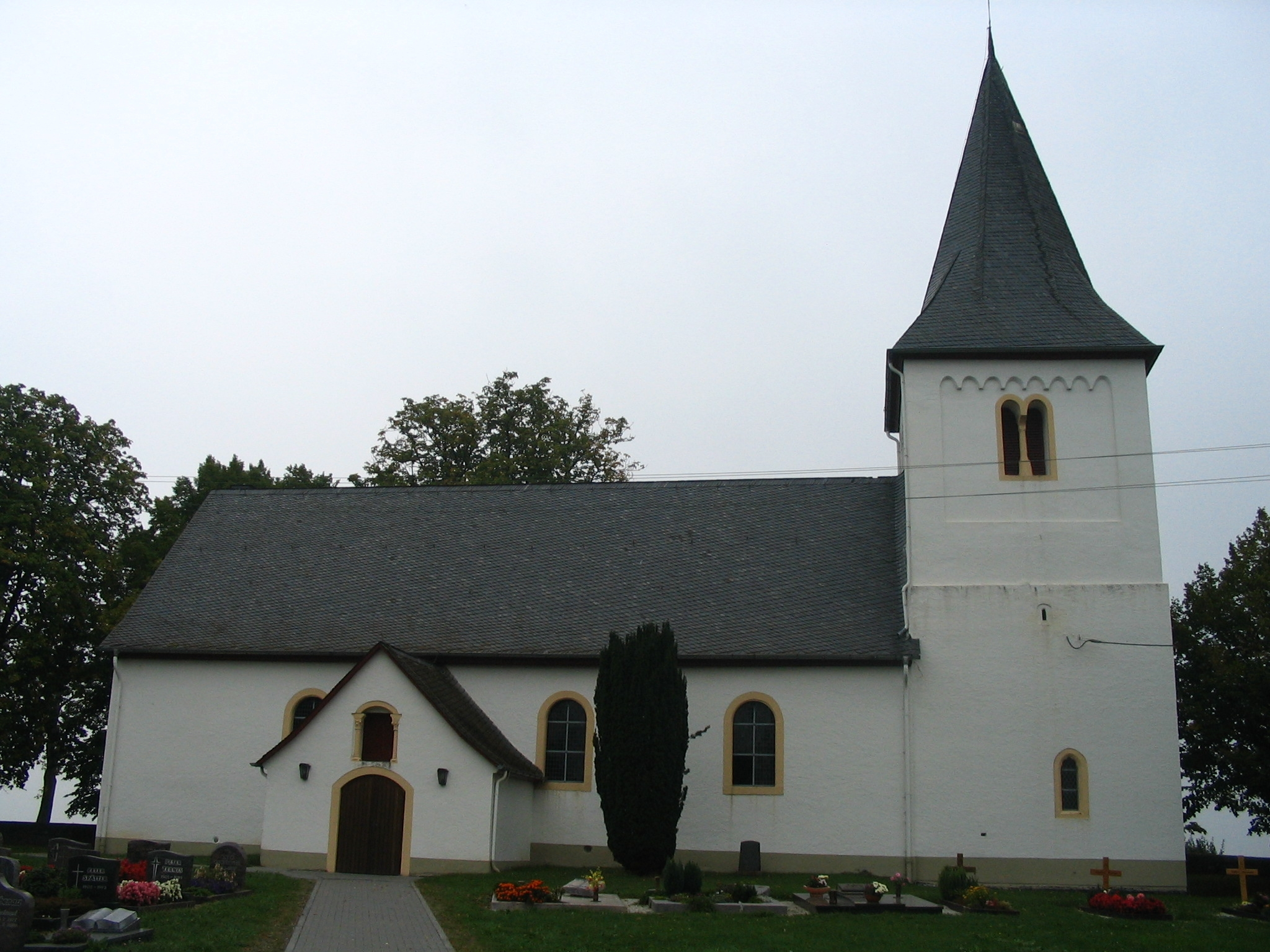